# Alfred Lansing
Alfred Lansing (Chicago, 21 luglio 1921 – Bethel, 27 agosto 1975) è stato un giornalista e saggista statunitense.

## Biografia
Lansing era nativo di Chicago, nell'Illinois. Dopo aver servito nella Marina militare statunitense dal 1940 al 1946, dove ricevette la decorazione Purple Heart, si iscrisse al North Park College e poi alla Northwestern University, dove si specializzò in giornalismo. Fino al 1949 pubblicò un giornale settimanale in Illinois. In seguito, entrò alla United Press: qui divenne nel 1952 uno scrittore freelance.
Lansing è noto ancor oggi per il volume Endurance. L'incredibile viaggio di Shackleton al Polo Sud, resoconto della fallita spedizione Endurance di Sir Ernest Shackleton, e dell'odissea occorsa al suo equipaggio al Polo Sud nel 1914. Il libro prende il nome della nave utilizzata da Shackleton, l'Endurance: quando fu pubblicato, questa classica storia di sopravvivenza e di mare non ottenne successo, andando presto esaurita dopo la pubblicazione nel 1959. Solo un decennio dopo la morte di Lansing, nel 1986, il capolavoro, che languiva in relativa oscurità, trovò una nuova generazione di lettori entusiasti, diventando oggi un longseller del genere. Mentre lo scriveva, l'autore viveva a Sea Cliff, Long Island, con la moglie Barbara e il figlio, Angus.

## Opere
- Endurance: l'incredibile viaggio di Shackleton al Polo Sud, traduzione di M. Preti, Milano, Corbaccio, 1999. - TEA, Milano, 2003, ISBN 978-88-502-0393-2.